# KAL-2
KAL-2
所沢航空発祥記念館にて撮影
- 用途：連絡機（試作）
- 製造者：川崎航空機
- 運用者： 日本（海上自衛隊、航空自衛隊）
- 初飛行：1954年11月
- 生産数：2機
- 運用状況：退役

KAL-2（カル・ツー、ケイエイエル・ツー）は、日本の航空機メーカー、川崎航空機（現在の川崎重工業）が製作したレシプロエンジンの連絡機。K・Aは川崎航空機、Lは連絡機の略。

## 概要
1954年（昭和29年）に保安庁は防衛庁に改編されることとなったが、練習機導入をめぐって対立した川崎航空機と富士重工業に対して多座席連絡機の製作を依頼した。川崎はKAL-1とKAT-1の経験を踏まえ、設計を一から見直した5座席の機体「KAL-2」を2機製作、1号機は11月に初飛行、12月に2号機も初飛行し、同月に発表した後、1号機を海上自衛隊、2号機を航空自衛隊にそれぞれ納入して返答を待った。一方、富士は自社でライセンス生産していたT-34Aの座席数を増やしたLM-1を開発し、同じく納入した。
1955年（昭和30年）になって審査が本格的に行われた結果、同庁は9月、練習機として採用したT-34Aと部品が共通していることを理由に富士のLM-1を採用、川崎は再び敗北した。二度にわたって敗北した川崎は、アメリカ合衆国の技術力を学ぶために以降は富士や三菱重工業と同じく、積極的にライセンス生産の道を歩む。独自の練習機開発はT-4練習機でようやく実現した。
海上自衛隊の1号機は解体されてしまったが、2号機は1964年（昭和39年）に陸上自衛隊へ移管、後に埼玉県所沢市の所沢航空発祥記念館（所沢航空記念公園内）が譲り受けた。

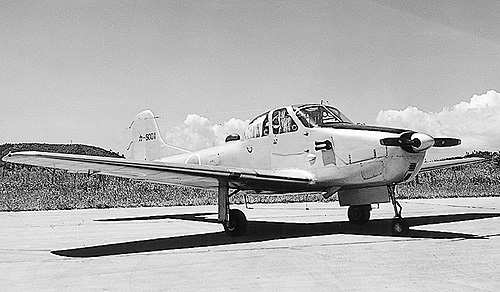
海上自衛隊のKAL-2

## 機体
KAT-1をベースに設計を見直しており、全金属製で近代的な前輪式・引込脚を採用した。主翼はKAT-1と同様のものを使用した上で、機体強度を向上し、ある程度までの高等飛行を可能とした。また、キャビンは操縦席周囲を気泡型のキャノピーとし、視界を向上させ、また、乗員2人に乗客3人の5人乗りとした。

## スペック
- 乗員2名/乗客2-3名
- 全長 - 8.82m
- 全幅 - 11.92m
- 全高 - 2.9m
- 自重 - 1,225kg
- 全備重量 - 1,588kg

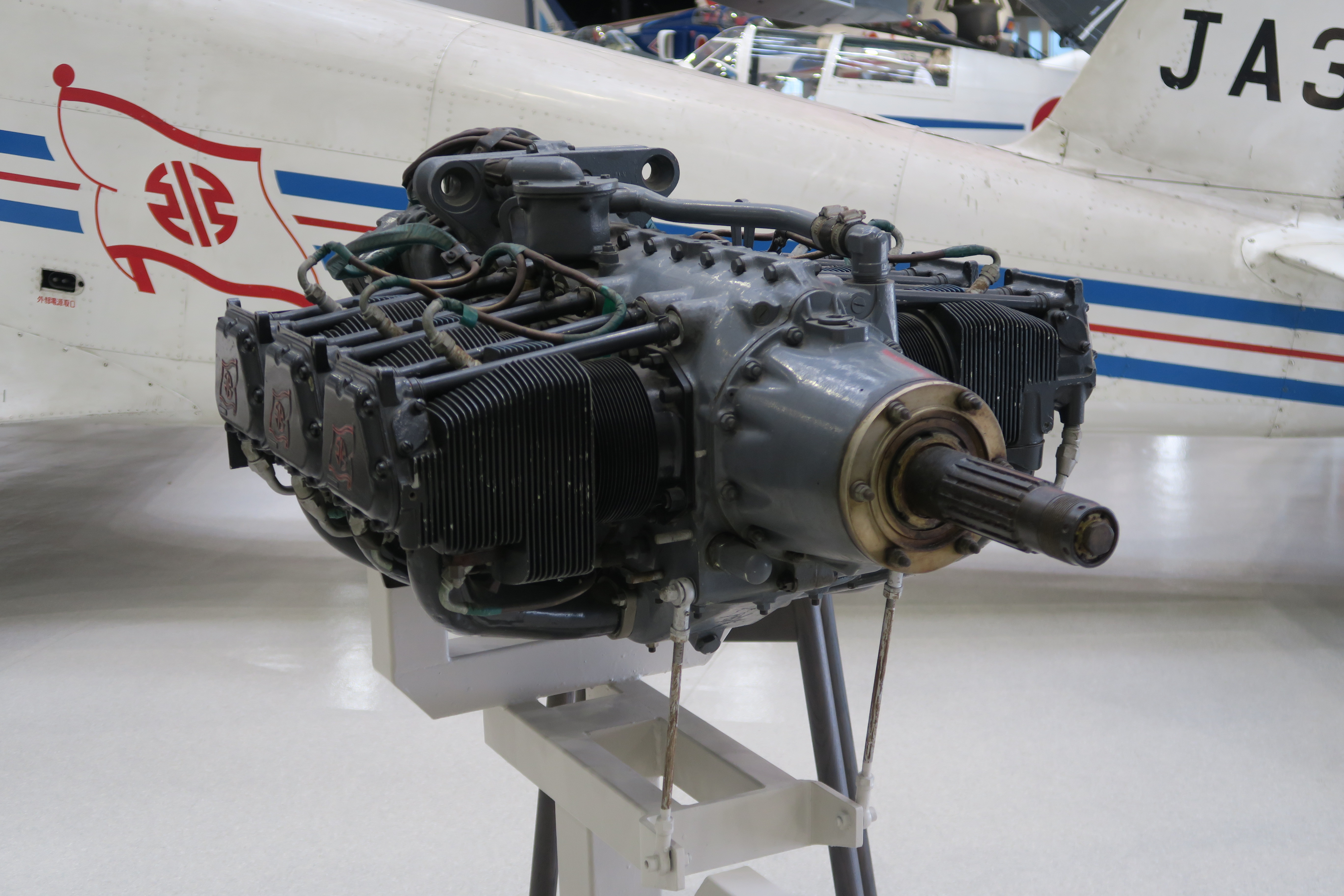
耐久試験用の試作エンジン（岐阜かかみがはら航空宇宙博物館）

- 耐久試験用の試作エンジン（岐阜かかみがはら航空宇宙博物館）エンジン - ライカミング GO-435-C2B（英語版） 空冷式水平対向型6気筒
- 出力 - 240馬力
- 最大速度 - 293km/h=M0.24
- 巡航速度 - 213km/h
- 航続距離 - 833km
- 実用上昇限度 - 4,500m

## 国産エンジン

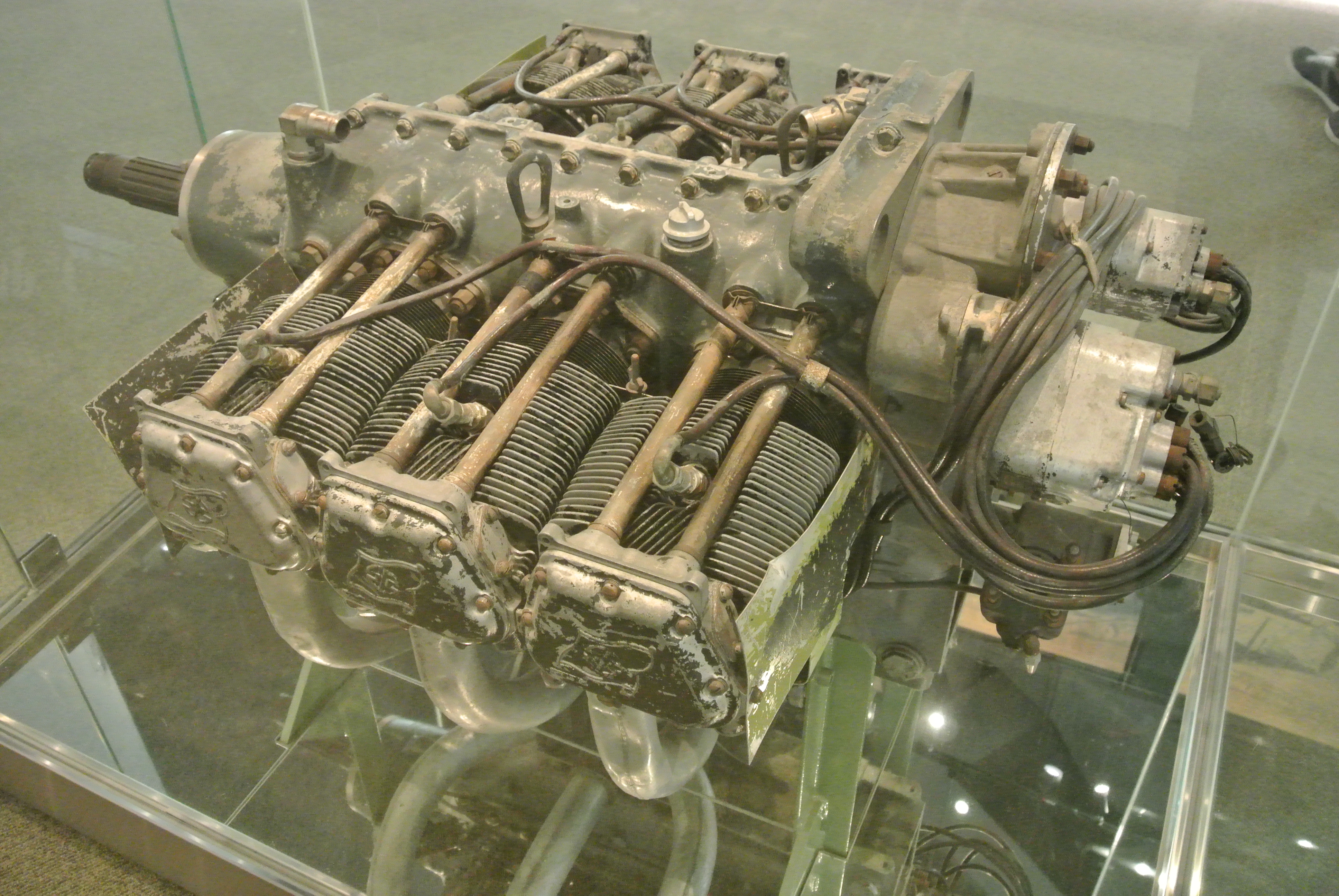
カワサキワールドに展示されている試作エンジン

川崎は1953年（昭和28年）から国産レシプロエンジンKAE-240の開発を進めていた。設計開発は永田大典、牧角稠が担当。当時ライセンス生産を始めたベル47Gのライカミング社エンジンを参考にし、性能試験や150時間運転も成功させて、1955年（昭和30年）に戦後の国産第1号エンジンとして運輸省の形式証明を取得した。
川崎はベル47Ｄの他、KAL-2に国産エンジンを搭載し、純国産ブランドを回復しようとしていたが、エンジン開発が遅れたために試作機はライカミングのエンジンを搭載した。そこで、制式採用されたときには、量産機にKAE-240を搭載しようと計画したが、結局不採用に終わったため、エンジン開発も中断された。KAE-240は空冷式水平向対向6気筒、出力は240馬力であった。
耐久試験用の試作機が岐阜県各務原市の岐阜かかみがはら航空宇宙博物館で、KAT-1練習機とともに展示されている。
仕様
- 全長 - 1,450 mm
- エンジン形式 - 空冷水平対向6気筒
- 排気量 - 7.4 L[4]
- 出力 - 240 hp
- 燃料消費率 - 8 g/HP-h[4]
- 重量 - 235 kg